# スティーヴ・ベイリー
スティーヴ・ベイリー（Steve Bailey、1960年2月10日 - ）は、アメリカのベーシスト。バークリー音楽大学においてベース学部の学部長を務めている。

## 略歴
ベイリーは12歳でベースを始め、フレット付きのステュアート・スペクターを自分の車で轢いてしまったことがきっかけで、フレットレス・ベースを弾くようになる。リターン・トゥ・フォーエヴァーでスタンリー・クラークが演奏しているのを聴いて、ダブルベースを弾くようになった。コースタル・カロライナ大学とノースカロライナ大学ウィルミントン校で教員を務める。また、ハリウッドのBITで10年間、教員を務めた。ヴィクター・ウッテンのベース/自然・キャンプの共同設立者であり、あらゆる範囲のベーシストの指導に貢献している。「Thebassvault.com」はベイリーとウッテンの共同プロジェクトでもある。彼は熱心なテニス・プレーヤーであり、サーファーでもある。
ベイリーは、アーネスティン・アンダーソン、ベース・エクストリームズ、デイヴィッド・ベノワ、タブ・ベノワ、ミシェル・カミロ、ラリー・カールトン、パキート・デリヴェラ、クリス・デュアーテ、ブライアン・ダンカン、ブランダン・フィールズ、デイヴ・リーブマン、ディジー・ガレスピー、スコット・ヘンダーソン、キャロル・ケイ、喜多郎、T・ラヴィッツ、ジェームス・ムーディ、マーク・マーフィー、ウィリー・ネルソン、ジョン・パティトゥッチ、レイ・プライス、トニ・プライス、エミリー・レムラー、ザ・リッピントンズ、クラウディオ・ロディティ、ビリー・ジョー・シェイヴァー、ビリー・シーン、レーナード・スキナード、メル・トーメ、ジェスロ・タルなどと仕事をしてきた。
最新アルバム『Carolina』は、ウィリー・ネルソン、イアン・アンダーソン、ロン・カーター、ヴィクター・ウッテン、マイク・スターン、ベッカ・スティーヴンズ、デニス・チェンバースなど17人の異なるゲストとの17曲のデュエット（1曲はベースと別の人が演奏）集となっている。

## 機材
ベイリーは、3種類のシグネチャー・ベース・モデルを「オーサリング」している。
Aria AVBSB (1992年-2002年)、Fender SRB Jazz BASS 6 (2008年-2010年)、Warwick Signature Steve Bailey models, 4, 5, &6 string (2010年-現在)。

## ディスコグラフィ

### リーダー・アルバム
- 『キー・ウエスト・サンセット』 - Dichotomy (1991年、JVC)
- 『進化』 - Evolution (1993年、JVC) ※with ジョン・アンダーソン、喜多郎
- So Low...Solo (2007年)
- Carolina (2020年)

### ベース・エクストリームズ
- Cookbook (1998年、Tone Center)
- 『ジャスト・アッド・ウォーター』 - Just Add Water (2001年、Tone Center)

### 参加アルバム
- デイヴィッド・ベノワ : 『インナー・モーション』 - Inner Motion (1990年)
- デイヴィッド・ベノワ : 『ビル・エヴァンスからの手紙』 - Letter to Evan (1992年)
- デイヴィッド・ベノワ : 『シェイクン、ノット・スタード』 - Shaken Not Stirred (1994年)
- タブ・ベノワ : Nice & Warm (1992年)
- タブ・ベノワ : What I Live For (1994年)
- ダグ・キャメロン : Rendezvous (1996年)
- パキート・デリヴェラ : Live at the Keystone Korner (1983年)
- パキート・デリヴェラ : 『テイスト・オブ・パキート』 - Taste of Paquito (1991年)
- ジェシー・デイトン : Raisin' Cain (1995年)
- ブライアン・ダンカン : Strong Medicine (1989年)
- ラス・フリーマン : 『ホリデイ』 - Holiday (1995年)
- ジェフ・カシワ : Remember Catalina (1995年)
- 喜多郎 : 『ドリーム』 - Dream (1992年)
- マッシ : Downtown Dreamers (1985年)
- ロベルト・ペレラ : Erotica (1987年)
- レイ・プライス : Prisoncer of Love (2000年)
- トニ・プライス : Lowdown & Up
- スティーヴ・リード : Bamboo Forest (1994年)
- スティーヴ・リード : 『ウォーター・サイン』 - Water Sign (1996年)
- デヴィッド・ライス : Released (1995年)
- ザ・リッピントンズ : 『カーヴス・アヘッド』 - Curves Ahead (1991年)
- ザ・リッピントンズ : 『ツーリスト・イン・パラダイス』 - Tourist in Paradise (1989年)
- ザ・リッピントンズ : 『ウィークエンド・イン・モナコ』 - Weekend in Monaco (1992年)
- ザ・リッピントンズ : 『聖ジェームス・クラブへようこそ』 - Welcome to St. James' Club (1990年)
- シェイヴァー : Highway of Life (1996年)
- ハリー・シェパード : This-a-Way That-a-Way (1991年)
- ハリー・シェパード : Points of View (1992年)
- スターファイターズ : In-Flight Movie (1982年)
- ジェスロ・タル : Roots to Branches (1995年)
- ロビン・ウィリアムソン : Old Fangled Tone (1999年)
- ヴィクター・ウッテン : 『イェン・ヤン』 - Yin-Yang (1999年)
- ヴィクター・ウッテン : 『ソウル・サーカス』 - Soul Circus (2005年)
- ヴィクター・ウッテン : 『パルミステリー』 - Palmystery (2008年)
- ヴィクター・ウッテン : Words and Tones (2012年)
- ヴィクター・ウッテン : Sword and Stone (2012年)
- ヴィクター・ウッテン : 『ソード・アンド・ストーン/ワード・アンド・トーン』 - Sword & Stone / Word & Tone (2012年)

## 書籍
- Advanced Rock Bass (1991年)
- Five String Bass (1991年)
- Fretless Bass
- Rock Bass (1991年)
- Six String Bass (1991年)
- Bass Extremes (1993年) by Steve Bailey and Victor Wooten

## 映像作品
- Fretless Bass REH (1992年)
- Bass Extremes: Live (1994年)
- The Day Bass Players Took Over the World, Victor Wooten, Oteil Burbridge (2006年)
- Warwick: Fuss on the Buss 1, featuring Larry Graham, Bootsy, TM Stevens, etc. (2009年)
- Warwick: Fuss on the Buss II, featuring Bootsy, Robert Trujillo, Lee Sklar, Verdine White, etc. (2011年)
- Warwick: Fuss on the Buss III, featuring Ralph Armstrong, Larry Graham, Jonas Hellborg, Ryan Martini, TM Stevens, etc. (2012年)